# AMZ Bobr-3
AMZ Bóbr-3 — польська броньована розвідувальна машина виробництва AMZ-Kutno, розроблена в рамках програми "Новий легкий броньований розвідувальний транспортер" (LOTR) під кодовою назвою «Kleszcz».

## Історія
Польська армія роками використовує застарілі розвідувальні машини БРДМ-2 (зокрема, модернізовані польські версії БРДМ-2 М96/М97). БРДМ-2, яка зараз використовується розвідувальними підрозділами, є розробкою початку 1960-х років і вже не відповідає вимогам сучасного бою. У грудні 2013 року Національний центр досліджень та розвитку підписав контракт із консорціумом у складі: АМЗ-Кутно на розробку нової машини. Спочатку контракт передбачав, що прототип, готовий до масового виробництва, і повинен був бути переданий польській армії до грудня 2016 року.
У серпні 2020 року почалися державні випробування розвідника Боб-3, які триватимуть 12 місяців. Після позитивної оцінки машини після завершення державних випробувань до 244 екземплярів машини BOBR-3 можуть бути поставлені в армію (відповідно до вимог, включених до Плану технічної модернізації на 2013-2022 роки).